# Eubostrichus caelestis
Eubostrichus caelestis is een rondwormensoort uit de familie van de Desmodoridae. De wetenschappelijke naam van de soort is voor het eerst geldig gepubliceerd in 1956 door Gerlach.

in worms aanwezig met status:This combination was not found anywhere in publications